# Proceratium deelemani
Proceratium deelemani är en myrart som beskrevs av Perrault 1981. Proceratium deelemani ingår i släktet Proceratium och familjen myror. Inga underarter finns listade i Catalogue of Life.